# Venta del Moro
Venta del Moro é um município da Espanha na província de Valência, Comunidade Valenciana. Tem 272,6 km² de área e em 2021 tinha 1 194 habitantes (densidade: 4,4 hab./km²).

## Demografia
| Variação demográfica do município entre 1991 e 2004 | Variação demográfica do município entre 1991 e 2004 | Variação demográfica do município entre 1991 e 2004 | Variação demográfica do município entre 1991 e 2004 |
| --------------------------------------------------- | --------------------------------------------------- | --------------------------------------------------- | --------------------------------------------------- |
| 1991                                                | 1996                                                | 2001                                                | 2004                                                |
| 1755                                                | 1636                                                | 1516                                                | 1493                                                |